# Yunus Musah
Yunus Dimoara Musah (sinh ngày 29 tháng 11 năm 2002) là một cầu thủ bóng đá chuyên nghiệp người Mỹ hiện đang thi đấu ở vị trí tiền vệ cho câu lạc bộ AC Milan tại Serie A và đội tuyển bóng đá quốc gia Hoa Kỳ.

## Sự nghiệp câu lạc bộ

### Khởi đầu sự nghiệp
Musah sinh ra ở Thành phố New York trong khi mẹ anh là người Ghana đang đi nghỉ hè ở Hoa Kỳ. Cha anh cũng là người Ghana. Anh chuyển đến Ý sau khi sinh ra, sống ở Castelfranco Veneto và sau đó bắt đầu sự nghiệp bóng đá tại Giorgione Calcio 2000. Năm 2012, anh chuyển đến London và gia nhập Học viện Arsenal. Huấn luyện viên U16 Arsenal, Trevor Bumstead cho biết Musah đã gây ấn tượng ngay lập tức; "Là một cầu thủ, anh đã 'wow'. Anh có những đặc điểm thể chất tuyệt vời, động lực và quyết tâm đi cùng với điều đó. Anh sẽ thi đấu ở bất cứ đâu để có mặt trong đội nhưng sở thích của anh là ở vị trí tiền vệ tấn công trung tâm."

### Valencia
Mùa hè năm 2019, Musah gia nhập câu lạc bộ Valencia khi mới 16 tuổi, và được triệu tập vào đội dự bị ở Segunda División B sau đó. Ngày 15 tháng 9 năm 2019, anh có trận ra mắt cho Valencia B ở tuổi 16, đá chính trong trận hòa 0–0 trên sân nhà trước CF La Nucía. Anh đã có bàn thắng đầu tiên ở sự nghiệp vào ngày 1 tháng 3 năm 2020, ghi bàn thắng duy nhất cho đội bóng anh trong trận thua 1–2 trước Gimnàstic de Tarragona.
Sau khi Javi Gracia trở thành huấn luyện viên mới của Valencia, Musah đã trải qua giai đoạn trước mùa giải 2020 ở đội hình chính. Ở tuổi 17, 8 tháng, anh ra mắt cho đội một Valence, ở La Liga ngày 13 tháng 9, đá chính trong chiến thắng 4–2 trên sân nhà trước Levante UD. Điều đó khiến anh trở thành cầu thủ vừa là người Anh, vừa là người Mỹ đầu tiên ra mắt câu lạc bộ.
Ngày 1 tháng 11 năm 2020 ở 17 tuổi 338 ngày, Musah có bàn thắng trong trận hòa 2–2 trước Getafe CF, trở thành cầu thủ trẻ nhất ngoài Tây Ban Nha ghi bàn cho Valencia, phá kỷ lục trước đó là cầu thủ người Hàn Quốc, Lee Kang-in, ở tuổi 18, 219 ngày. Tháng sau, anh gia hạn hợp đồng với Valencia cho đến năm 2026. Ngày 16 tháng 12, ở vòng đầu tiên của Copa del Rey, anh vào sân khi còn 4 phút gặp đối thủ Tercera División Terrassa FC và ghi bàn gỡ hòa khi Valencia giành chiến thắng 4–2 sau hiệp phụ.
Ở Copa del Rey 2021–22, Musah đã ghi bàn trong các trận thắng trước hai đội bóng CD Utrillas và CD Arenteiro ở những vòng đầu. Trong trận chung kết vào ngày 23 tháng 4, anh vào sân thay thế Dimitri Foulquier sau 100 phút trong trận hòa 1–1 trước Real Betis, sau đó anh là cầu thủ duy nhất đá phạt đền không thành trọng loạt sút luân lưu.

## Sự nghiệp quốc tế
Khi còn trẻ, Musah đủ điều kiện để khoác áo cho Hoa Kỳ, Ghana, Ý và Anh.

### Anh
Musah ra mắt quốc tế cho U15 Anh năm 2016 và sau đó đại diện cho U18 Anh. Anh cũng được gọi vào đội U19 Anh tháng 10 năm 2020. Với một quả phạt đền của Musah đã giúp cho U18 Anh cầm hòa trước đối thủ U17 Brazil vào  ngày 8 tháng 9 năm 2019, anh tiếp tục ghi một bàn thắng quan trọng vào lưới U18 Áo ngày 16 tháng 10 năm 2019, giúp cho U18 Anh giành chiến thắng 3–2. Tổng cộng, Musah đã thi đâu hơn 30 lần cho đội tuyển Anh ở cấp độ trẻ.

### Hoa Kỳ
Musah đã chấp nhận được triệu tập vào đội tuyển quốc gia Hoa Kỳ ngày 2 tháng 11 năm 2020, để thi đấu giao hữu gặp Xứ Wales và Panama vào cuối tháng đó. Anh là một phần của đội tuyển Hoa Kỳ chủ yếu đến từ châu Âu, bao gồm 10 lần được chọn lần đầu và ở tuổi 22. Musah đã được Liên đoàn bóng đá Hoa Kỳ liên hệ với Nico Estévez, một trợ lý huấn luyện viên của Hoa Kỳ có mối quan hệ với Valencia CF mà Musah đang thi đấu, người trước đó đã từng huấn luyện viên đội trẻ và đội dự bị của Valence trong 8 năm. Musah có trận ra mắt quốc tế vào ngày 11 tháng 11, đá chính trong trận hòa 0–0 trước Xứ Wales tại Sân vận động Liberty, Swansea. Sau đó, anh tiếp tục đá chính trong chiến thắng 6–2 trước Panama vào ngày 16 tháng 11.
Mặc dù Musah đã thi đấu cho đội tuyển quốc Hoa Kỳ, huấn luyện viên của đội tuyển Anh, Gareth Southgate, đã cố gắng thuyết phục Musah chơi cho đội tuyển Anh, nói rằng: "Chúng tôi đang theo dõi anh. Anh đã ở với chúng tôi trong vài tháng qua và chúng tôi rất muốn tương lai của anh sẽ ở bên chúng tôi." Huấn luyện viên của U21 Anh, Aidy Boothroyd cũng tuyên bố: "Tôi hy vọng chúng ta sẽ thấy anh nằm trong U21 Anh vào một thời điểm nào đó. Tôi không biết [nếu anh đã đưa ra quyết định của mình]. Tôi hy vọng anh không làm vậy vì tôi nghĩ nếu anh đến đây và thấy tất cả những gì mà chúng tôi đang làm thì anh sẽ thực sự thích thú." Trong khi đó, ban lãnh đạo Hoa Kỳ tiếp tục liên lạc với Musah sau sự kiện November USMNT camp, đối với trợ lý huấn luyện viên Nico Estévez thường liên lạc hàng ngày kể cả huấn luyện viên trưởng Gregg Berhalter trong các cuộc trò chuyện với Musah và gia đình của anh.
Cuối năm 2020, khi gần đến sinh nhật thứ 18, Musah được cho là vẫn chưa quyết định được câu hỏi sẽ đại diện lâu dài cho bất kỳ quốc gia nào. Tuy nhiên, ngày 15 tháng 3 năm 2021, anh chính thức cam kết đại diện cho Hoa Kỳ ở sự nghiệp quốc tế. Musah đẫ thi đấu cho Hoa Kỳ tại World Cup 2022 ở Qatar, thua trận tỷ số 1–3 trước Hà Lan và.bị loại ở vòng 16 đội.

## Thống kê sự nghiệp

### Câu lạc bộ
Tính đến ngày 10 tháng 11 năm 2022
| Câu lạc bộ        | Mùa giải          | Giải đấu           | Giải đấu | Giải đấu | Cúp quốc gia | Cúp quốc gia | Châu lục | Châu lục | Khác | Khác | Tổng cộng | Tổng cộng |
| Câu lạc bộ        | Mùa giải          | Hạng               | Trận     | Bàn      | Trận         | Bàn          | Trận     | Bàn      | Trận | Bàn  | Trận      | Bàn       |
| ----------------- | ----------------- | ------------------ | -------- | -------- | ------------ | ------------ | -------- | -------- | ---- | ---- | --------- | --------- |
| Valencia B        | 2019–20           | Segunda Division B | 17       | 1        | —            | —            | —        | —        | —    | —    | 17        | 1         |
| Valencia          | 2020–21           | La Liga            | 32       | 1        | 3            | 1            | —        | —        | —    | —    | 35        | 2         |
| Valencia          | 2021–22           | La Liga            | 29       | 1        | 7            | 2            | —        | —        | —    | —    | 36        | 3         |
| Valencia          | 2022–23           | La Liga            | 11       | 0        | 0            | 0            | —        | —        | 0    | 0    | 11        | 0         |
| Valencia          | Tổng cộng         | Tổng cộng          | 72       | 2        | 10           | 3            | —        | —        | 0    | 0    | 82        | 5         |
| Tổng số sự nghiệp | Tổng số sự nghiệp | Tổng số sự nghiệp  | 89       | 3        | 10           | 3            | 0        | 0        | 0    | 0    | 99        | 6         |

1. ↑  Includes Copa del Rey

### Đội tuyển quốc gia
Tính đến 24 tháng 3 năm 2024
| Đội tuyển quốc gia | Năm       | Trận | Bàn |
| ------------------ | --------- | ---- | --- |
| Hoa Kỳ             | 2020      | 2    | 0   |
| Hoa Kỳ             | 2021      | 9    | 0   |
| Hoa Kỳ             | 2022      | 8    | 0   |
| Hoa Kỳ             | 2023      | 14   | 0   |
| Hoa Kỳ             | 2024      | 2    | 0   |
| Tổng cộng          | Tổng cộng | 35   | 0   |

## Danh hiệu
Hoa Kỳ
- Giải bóng đá các quốc gia CONCACAF: 2019–20